# John Greene (físico)
John Morgan Greene (Pittsburgh, 22 de setembro de 1928 — San Diego, 22 de outubro de 2007) foi um físico teórico e matemático aplicado estadunidense. Conhecido por seu trabalho sobre a teoria dos sólitons e física do plasma.
Em 2006 recebeu o Prêmio Leroy P. Steele com Martin Kruskal, Robert Miura e Clifford Gardner por seu trabalho sobre métodos de transformação de espalhamento inversos na teoria dos sólitons.
Em 1992 recebeu o Prêmio James Clerk Maxwell de Física do Plasma. Foi fellow da American Physical Society (APS) e da União de Geofísica dos Estados Unidos.